# Eloeophila dietziana
Eloeophila dietziana är en tvåvingeart som först beskrevs av Alexander 1925.  Eloeophila dietziana ingår i släktet Eloeophila och familjen småharkrankar. Inga underarter finns listade i Catalogue of Life.